# Monimiaceae
Famille
Classification APG III (2009)
Les Monimiaceae (les Monimiacées) est une famille de plantes à fleurs de l'ordre des Laurales. Ce sont des plantes à fleurs de divergence ancienne.

## Étymologie
Le nom vient du genre Monimia qui dérive du nom grec Monime une des épouses du roi Mithridate VI (120 - 63 av. J.-C.). En grec moderne Μονιμη signifie "permanent". 
Cela fait référence au fait que les Monimiaceae, proches des Hernandiaceae, ont une ancienneté estimée à 90 millions d'années.
Leurs bois fossiles datant de 85 millions d'années ont été utilisés pour calibrer l'arbre phylogénétique de ce clade.

## Description
Ce sont des lianes, de petits arbres, des arbustes, producteurs d'huiles essentielles, à feuilles persistantes des régions subtropicales à tropicales principalement dans l'hémisphère sud. On trouve dans cette famille des plantes ornementales ou produisant des fruits comestibles ou bien du bois d'œuvre.

## Classification
En classification classique de Cronquist (1981), la famille était plus vaste contenant les Atherospermataceae et les Siparunaceae qui sont morphologiquement similaires mais rendaient la famille polyphylétique par rapport aux Hernandiaceae et aux Gomortegaceae.
À partir de la classification phylogénétique APG II (2003), les Monimiaceae furent séparés en trois familles distinctes.

## Liste des genres
Selon Angiosperm Phylogeny Website (16 mai 2010) :
- Anthobembix
- Austromatthaea
- Carnegieodoxa
- Decarydendron
- Ephippiandra
- Faika
- Hedycarya
- Hedycaryopsis
- Hennecartia
- Hortonia
- Kairoa
- Kibara
- Kibaropsis
- Lauterbachia
- Levieria
- Macropeplus
- Macrotorus
- Matthaea
- Mollinedia
- Monimia
- Palmeria
- Parakibara
- Peumus
- Phanerogonocarpus
- Schrameckia
- Steganthera
- Tambourissa
- Tetrasynandra
- Wilkiea
- Xymalos

Selon NCBI (13 avr. 2010) :
- Faika
- Hedycarya
- Hennecartia
- Hortonia
- Kairoa
- Kibara
- Mollinedia
- Monimia
- Palmeria
- Peumus
- Steganthera
- Tambourissa
- Wilkiea
- Xymalos

Selon DELTA Angio (13 avr. 2010) :
- Austromatthaea
- Decarydendron
- Dryadodaphne
- Ephippiandra
- Faikea
- Hedycarya
- Hennecartia
- Hortonia
- Kairoa
- Kibara
- Kibaropsis
- Lauterbachia
- Levieria
- Macropeplus
- Macrotorus
- Matthaea
- Mollinedia
- Monimia
- Palmeria
- Parakibara
- Peumus
- Steganthera
- Tambourissa
- Ambora
- Tetrasynandra
- Wilkiea
- Xymalos

Selon ITIS (13 avr. 2010) :
- Mollinedia Ruiz & Pav.
- Peumus Molina

## Liste des espèces
Selon NCBI (13 avr. 2010) :
- genre Faika
  - Faika villosa
- genre Hedycarya
  - Hedycarya angustifolia
  - Hedycarya arborea
  - Hedycarya aff. arborea DR3 7FR4
  - Hedycarya sp.
- genre Hennecartia
  - Hennecartia omphalandra
- genre Hortonia
  - Hortonia floribunda
- genre Kairoa
  - Kairoa endressiana
  - Kairoa suberosa
- genre Kibara
  - Kibara coriacea
- genre Mollinedia
  - Mollinedia ovata
  - Mollinedia pinchotiana
- genre Monimia
  - Monimia ovalifolia
- genre Palmeria
  - Palmeria scandens
- genre Peumus
  - Peumus boldus
- genre Steganthera
  - Steganthera hirsuta
  - Steganthera macooraia
- genre Tambourissa
  - Tambourissa amplifolia
  - Tambourissa ficus
  - Tambourissa peltata
  - Tambourissa religiosa
  - Tambourissa tau
- genre Wilkiea
  - Wilkiea huegeliana
  - Wilkiea macrophylla
  - Wilkiea pubescens
  - Wilkiea rigidifolia
- genre Xymalos
  - Xymalos monospora